# Anáhuac kommun
Anáhuac är en kommun i Mexiko.   Den ligger i delstaten Nuevo León, i den centrala delen av landet, 900 km norr om huvudstaden Mexico City. Antalet invånare är 18 480.
Följande samhällen finns i Anáhuac:
- Ciudad Anáhuac
- Colombia
- Nuevo Anáhuac